# Corgengoux

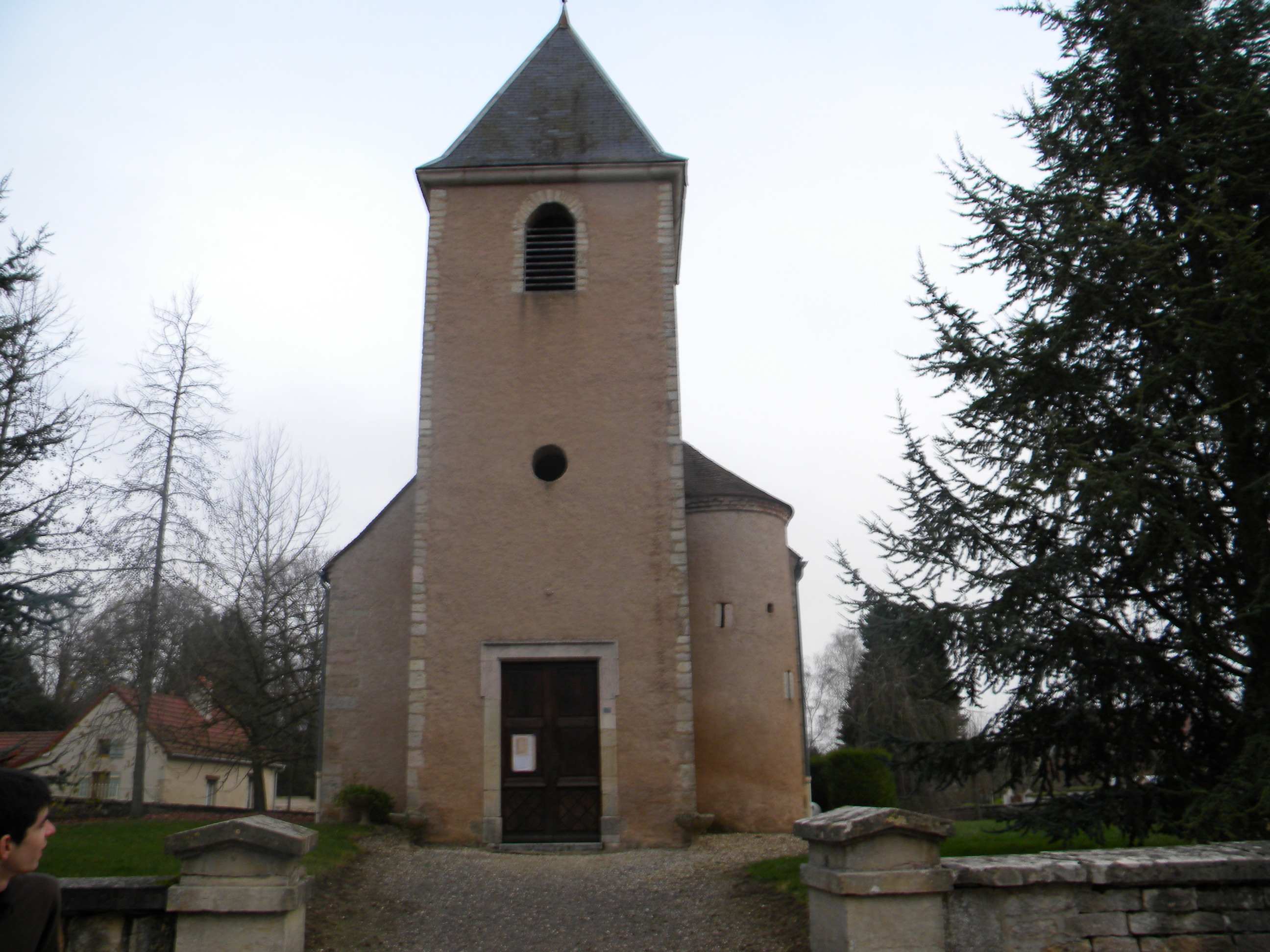
Kerk

Corgengoux is een gemeente in het Franse departement Côte-d'Or (regio Bourgogne-Franche-Comté) en telt 283 inwoners (1999). De plaats maakt deel uit van het arrondissement Beaune.

## Geografie
De oppervlakte van Corgengoux bedraagt 12,5 km², de bevolkingsdichtheid is 22,6 inwoners per km².
De onderstaande kaart toont de ligging van Corgengoux met de belangrijkste infrastructuur en aangrenzende gemeenten.

## Demografie
Onderstaande figuur toont het verloop van het inwonertal (bron: INSEE-tellingen).